# كوكبا (راشيا)
كوكبا أو كوكبا بو عرب هي إحدى القرى اللبنانية من قرى قضاء راشيا في محافظة البقاع.